# Kłudzie
Kłudzie – wieś sołecka w Polsce położona w województwie mazowieckim, w powiecie lipskim, w gminie Solec nad Wisłą.
Wierni kościoła rzymskokatolickiego należą do parafii Wniebowzięcia Najświętszej Maryi Panny w Solcu nad Wisłą.
W latach 1975–1998 miejscowość administracyjnie należała do województwa radomskiego. 
Wieś istniała już w XV w. jako przedmieście Solca. Jako "Przedmieście Kłuckie" wieś wymieniana jest jeszcze w 1934 r.

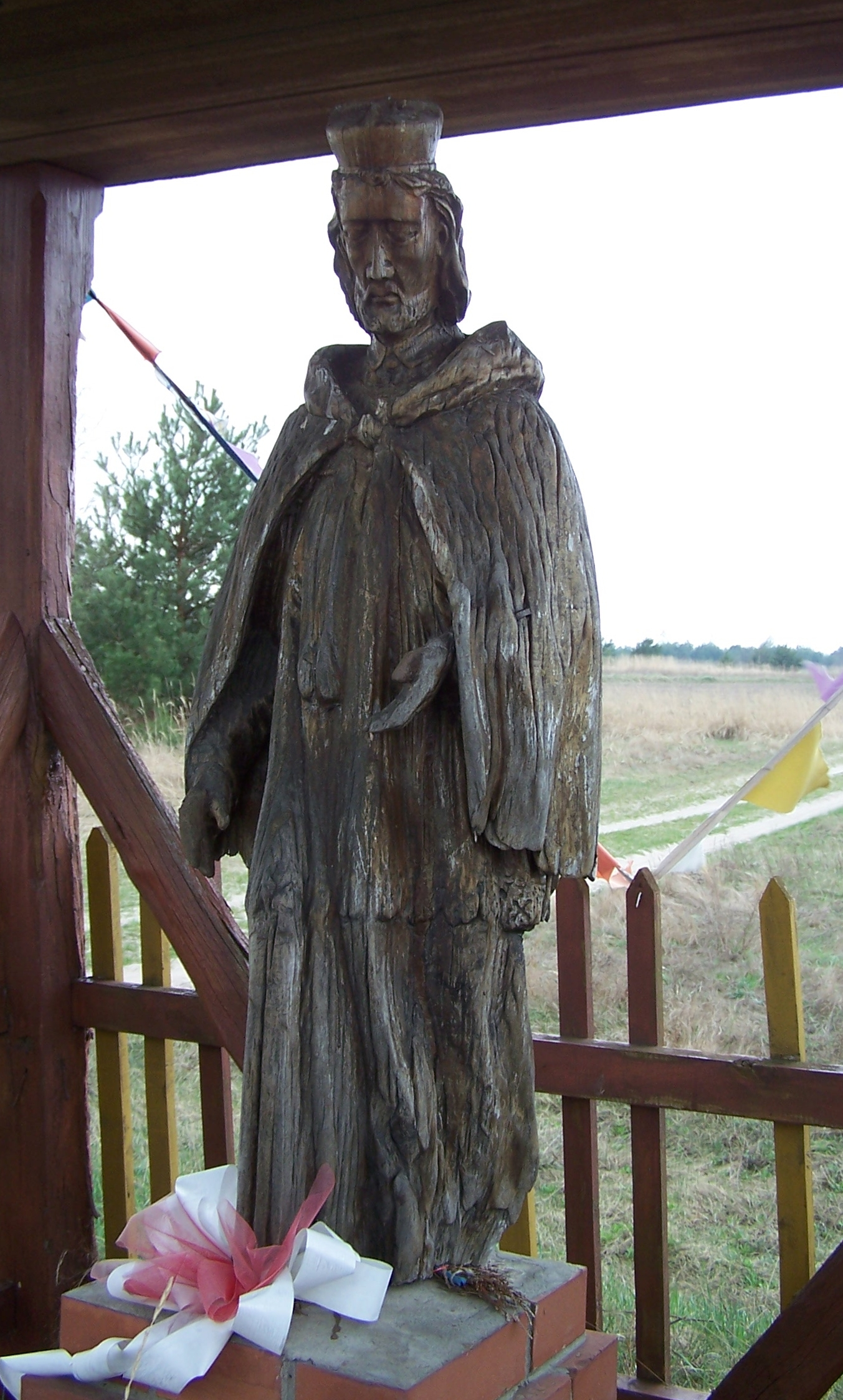
Figura św. Jana Nepomucena

Nazwa wsi pochodzi od wyrażenia "ku łodziom" czyli w kierunku łodzi. Według innych źródeł nazwa wsi (która dawniej - 1791 r. - nazywała się Kłodzie) pochodzi od kłody ("kłodzie" czyli zbiorowisko kłód, bali), co ma związek ze spławianiem drewna Wisłą.
We wsi znajduje się przeprawa promowa przez rzekę Wisłę (na trasie nr 817), przeznaczona dla ruchu pieszego i samochodowego. Przeprawa czynna jest przez miesiące, w których umożliwiają to warunki na Wiśle.
Na granicy wsi znajdują się dwie figury św. Jana Nepomucena. Na wschodzie, przy drodze do Solca znajduje się figura kamienna z 1788 r., zaś na zachodzie, przy drodze Boiska-Solec, figura drewniana, która według legendy została wyłowiona z Wisły w czasie epidemii cholery w 1708 r.